# Полонская икона Божией Матери
Полонская икона Божией Матери, или Полонская-Смоленская икона Божией Матери — почитаемая чудотворной икона Богородицы, которая хранится в церкви Иоанна Златоуста города Костромы. День празднования — 28 июля (10 августа).
Образ написан на доске по типу Одигитрии. Первые упоминания об иконе относятся к XVII веку. Название иконы происходит от слово «полон», то есть плен. По преданию она явилась местному жителю накануне Пасхи, когда тот был в плену у турок. Пленник шёл мимо реки и заметил икону Божией Матери, разрубленную пополам. Он соединил половины, поставил икону под деревом, стал молиться перед ней и уснул. Когда он проснулся, то увидел, что находится на родине рядом с церковью, а под деревом стоит обретённая им икона. Бывший пленник поставил икону в церкви Преображения Господня на погосте Верховье, а на месте, куда Божия Матерь его перенесла вместе со своим образом, поставили памятный столб.
Некоторые краеведы полагают, что избавленным из плена местным жителем был помещик В. В. Полозов, владелец погоста Верховье в Галичском уезде. Во время русско-турецкой войны он попал в плен, в котором находился более двадцати лет. Полозов отказался отречься от христианства, за что был приговорён к смертной казни, которую заменили рабством на галерах. На корабле он оказался единственным, кто выжил во время кораблекрушения, и смог вернуться на родину.
В 1805 году рядом с деревянной церковью на погосте Верховье построили каменную церковь Смоленской иконы Божией Матери. Когда в XX веке деревянный храм обветшал и разрушился, икону перенесли каменный и поставили в местном ряду иконостаса. Здесь она находилась до 2002 года. Ныне Полонская икона Божией Матери находится в церкви Иоанна Златоуста города Костромы.